# 1095.
◄ | 10. stoljeće | 11. stoljeće | 12. stoljeće | ►
◄ | 1060-ih | 1070-ih | 1080-ih | 1090-ih | 1100-ih | 1110-ih | 1120-ih | ►
◄◄ | ◄ | 1092. | 1093. | 1094. | 1095. | 1096. | 1097. | 1098. | ► | ►►
Arhitektura • Astronomija • Knjige • Književnost • Kršćanstvo • Medicina • Pravo • Promet • Znanost

## Događaji
- U studenom Papa je na koncilu u Clermontu zagovarao prvi križarski rat protiv Turaka koji su zauzeli Malu Aziju.

## Vanjske poveznice
|  | Zajednički poslužitelj ima još gradiva o temi 1095. |